# 滤粉
滤粉是米粉类食物的一种，是融水苗族自治县和融安县两县及邻近地区的美食之一，它的制作始于清乾隆年间，至今大约已有两百多年历史。滤粉具有滑嫩爽口、香味独特、味美价廉、原汁原味等特色，故吃滤粉已成为融水人生活的一部分。滤粉的主要原料是本地上等粘米和糯米，将两者调和均匀后下锅，制成粉浆料，等待水开后使用专用锥形滤斗将粉浆料过滤下锅，待煮熟后捞出加入其余佐料即可食用。融安县长安滤粉制作技艺于2012年5月被列入第四批自治区级非物质文化遗产代表性项目。